# Гомес, Майкл Найк
Майкл Найк Го́мес Ве́га (исп. Michael Nike Gómez Vega; род. 4 апреля 1997 года, Барранкабермеха, Колумбия) — колумбийский футболист, нападающий клуба «Энвигадо».

## Клубная карьера
Гомес — воспитанник клуба «Энвигадо». 2 мая 2015 года в матче против «Санта-Фе» он дебютировал в Кубке Мустанга. 21 августа 2016 года в поединке против «Рионегро Агилас» Майкл забил свой первый гол за «Энвигадо».

## Международная карьера
В 2017 года Киньонес в составе молодёжной сборной Колумбии принял участие в молодёжного чемпионата Южной Америки в Эквадоре. На турнире он сыграл в матчах против команд Парагвая, Чили, Венесуэлы, Бразилии, Уругвая и Эквадора.